# Wright State University
Die Wright State University (WSU) ist eine staatliche Universität in Dayton im US-Bundesstaat Ohio. Die Hochschule wurde 1964 gegründet. Derzeit sind 17.074 Studenten eingeschrieben.

## Geschichte
Die Wright State University liegt rechtlich gesehen auf dem Stadtgebiet von Fairborn, hat aber eine Daytoner Adresse. Die Polizei von Fairborn ist jedoch für die Universität zuständig. In Fairborn liegt auch die Wright-Patterson Air Force Base, ein Flugfeld, auf dem die Gebrüder Wright ihre ersten Flugversuche starteten. Nach den Gebrüdern Wright ist diese Universität auch benannt.
Das 1962 in Celina eröffnete College der Western Ohio Educational Foundation gehört seit 1969 zur Wright State University. Auf dem Campus der WSU in Celina, dem Lake Campus in der Nähe des Grand Lake St. Marys, studieren etwa 1000 Studenten.

## Sport
Die Sportteams der Wright State University sind die Raiders. Die Hochschule ist Mitglied in der Horizon League.

## Berühmte Alumni
- Vaughn Duggins – Profi-Basketballspieler
- Brittany Persaud – Fußballspielerin
- Nicole Scherzinger – Sängerin und Schauspielerin
- DaShaun Wood – Profi-Basketballspieler